# Canton de Verzy
Le canton de Verzy est un ancien canton français situé dans le département de la Marne et la région Champagne-Ardenne.

## Géographie
Ce canton était organisé autour de Verzy dans l'arrondissement de Reims. Les faux de Verzy sont des arbres remarquables dont les branches ou les troncs se séparent et se rejoignent plusieurs fois. Ces 800 arbres sont une variété de hêtre: le hêtre tortillard. 

## Représentation

### Conseillers généraux de 1833 à 2015
| Période | Période      | Identité                                                     | Étiquette           | Qualité |
| ------- | ------------ | ------------------------------------------------------------ | ------------------- | --- |
| 1833    | 1839         | Casimir Boulloche (1789-1867)                                |                     | Propriétaire à Reims Juge au Tribunal de première instance de la Seine |
| 1839    | 1844 (décès) | Nicolas Houzeau-Muiron                                       | Opposition libérale | Manufacturier (fabricant de produits chimiques) député (1838-1844) |
| 1845    | 1852         | Louis Émile Dérodé                                           |                     | Propriétaire, conseiller municipal de Reims Député (1848-1849) |
| 1852    | 1861         | Louis Rœderer                                                |                     | Négociant en champagne |
| 1861    | 1870         | Edmond Armand Edgard, Vicomte Ruinart de Brimont (1829-1881) |                     | Négociant en champagne Maire de Sillery |
| 1870    | 1883         | Comte Édouard de Barthélemy                                  | Droite              | Ancien auditeur au Conseil du sceau des titres Maire de Courmelois |
| 1883    | 1899 (décès) | Auguste Gallois                                              | Républicain         | Médecin - Maire de Rilly-la-Montagne |
| 1900    | 1911 (décès) | Marcel Pochet                                                | Rad.                | Maire de Beaumont-sur-Vesle, conseiller d'arrondissement |
| 1911    | 1932 (décès) | Alfred Remy                                                  | Rad.                | Viticulteur Maire de Mailly-Champagne |
| 1932    | 1940         | Marcel Hans                                                  | AD                  | Adjoint au maire de Villers-Allerand Nommé conseiller départemental en 1943 |
|         |              |                                                              |                     | |
| 1945    | 1964         | Adrien Fagot                                                 | MRP                 | Vigneron Maire de Rilly-la-Montagne |
| 1964    | 1976         | Jean Cattier                                                 | MRP puis CDP        | Vigneron négociant à Rilly-la-Montagne |
| 1976    | 2008         | Pierre Lallement                                             | CDP puis UDF        | Viticulteur Maire de Verzy |
| 2008    | 2015         | Alain Toullec                                                | DVD                 | Chef d'entreprise Maire de Rilly-la-Montagne (1995 → ) Président de la CC des Forêts et Coteaux de la Grande Montagne (? → 2013) Président de la CC Vesle et Coteaux de la Montagne de Reims (2014 → ) |

### Conseillers d'arrondissement (de 1833 à 1940)
| Période                                  | Période          | Identité                                                  | Étiquette   | Qualité |
| ---------------------------------------- | ---------------- | --------------------------------------------------------- | ----------- | --- |
| 1833                                     | 1842             | Nicolas Adnet-Crinque                                     |             | Maire de Verzy                                                                                              |
| 1842                                     | 1848             | Pierre Pasté (1799-1855)                                  |             | Notaire, propriétaire à Paris, maire de Beaumont-sur-Vesle                                                  |
|                                          |                  |                                                           |             | |
| 1852                                     |                  | Jean Rémy Gabriel Chandon de Romont-Briailles (1819-1873) |             | Propriétaire à Paris, maire de Mailly-Champagne                                                             |
|                                          |                  |                                                           |             | |
| 1889                                     | 1895 (décès)     | Pierre-Henry Quénardel de Warcy (1829-1895)               | Républicain | Viticulteur, maire de Verzenay, Président du Conseil d'arrondissement                                       |
|                                          |                  |                                                           |             | |
| 1898                                     | 1900 (démission) | Marcel Pochet                                             | Rad.        | Maire de Beaumont-sur-Vesle                                                                                 |
| 1900                                     | 1906 (décès)     | Eugène Bouy (1837-1906)                                   |             | Propriétaire viticulteur à Mailly-Champagne                                                                 |
| 16 déc. 1906                             | 1913 (décès)     | Jules-Albert Arnould (1853-1913)                          |             | Maire de Verzenay                                                                                           |
|                                          |                  |                                                           |             | |
| 1919                                     | 1923 (décès)     | M. Sarrazin                                               | Rad.        | |
|                                          |                  |                                                           |             | |
| 1934                                     | 1940             | M. Lancelot                                               | Rad.        | |
| 1940                                     |                  |                                                           |             | Les conseils d'arrondissement ont été suspendus par la loi du 12 octobre 1940 et n'ont jamais été réactivés |
| Les données manquantes sont à compléter. |                  |                                                           |             | |

## Composition
Le canton de Verzy regroupait 22 communes et comptait 13 823 habitants (recensement de 2006 population municipale).
| Communes           | Population (2012) | Code postal | Code Insee |
| ------------------ | ----------------- | ----------- | ---------- |
| Baconnes           | 278               | 51400       | 51031      |
| Beaumont-sur-Vesle | 709               | 51360       | 51044      |
| Chamery            | 392               | 51500       | 51112      |
| Champfleury        | 515               | 51500       | 51115      |
| Chigny-les-Roses   | 520               | 51500       | 51152      |
| Ludes              | 628               | 51500       | 51333      |
| Mailly-Champagne   | 751               | 51500       | 51338      |
| Montbré            | 265               | 51500       | 51375      |
| Les Petites-Loges  | 437               | 51400       | 51428      |
| Puisieulx          | 352               | 51500       | 51450      |
| Rilly-la-Montagne  | 1 056             | 51500       | 51461      |
| Sept-Saulx         | 560               | 51400       | 51530      |
| Sermiers           | 585               | 51500       | 51532      |
| Sillery            | 1 575             | 51500       | 51536      |
| Val-de-Vesle       | 760               | 51360       | 51571      |
| Trépail            | 445               | 51380       | 51580      |
| Verzenay           | 1 076             | 51360       | 51613      |
| Verzy              | 1 067             | 51380       | 51614      |
| Ville-en-Selve     | 287               | 51500       | 51623      |
| Villers-Allerand   | 830               | 51500       | 51629      |
| Villers-aux-Nœuds  | 175               | 51500       | 51631      |
| Villers-Marmery    | 560               | 51380       | 51636      |

## Démographie
| 1962   | 1968   | 1975   | 1982   | 1990   | 1999   | 2006   | 2009 |
| ------ | ------ | ------ | ------ | ------ | ------ | ------ | ---- |
| 10 607 | 11 306 | 11 720 | 12 528 | 13 151 | 13 712 | 13 823 | -    |